# Arabis eschscholtziana
Arabis eschscholtziana är en korsblommig växtart som beskrevs av Antoni Lukianovich Andrzejowski. Arabis eschscholtziana ingår i släktet travar, och familjen korsblommiga växter. Inga underarter finns listade i Catalogue of Life.